# Modello in scala

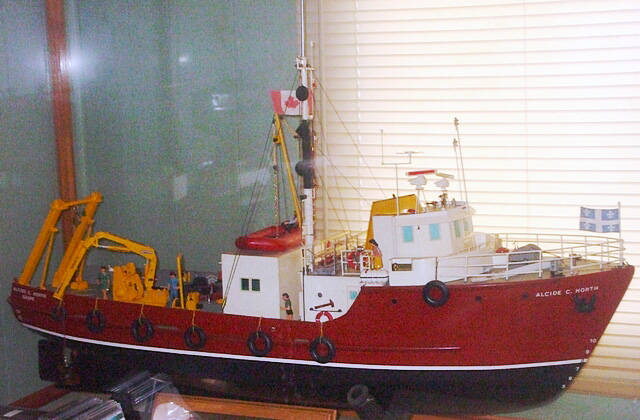
Modello di Alcide C. Horth in scala 1:24

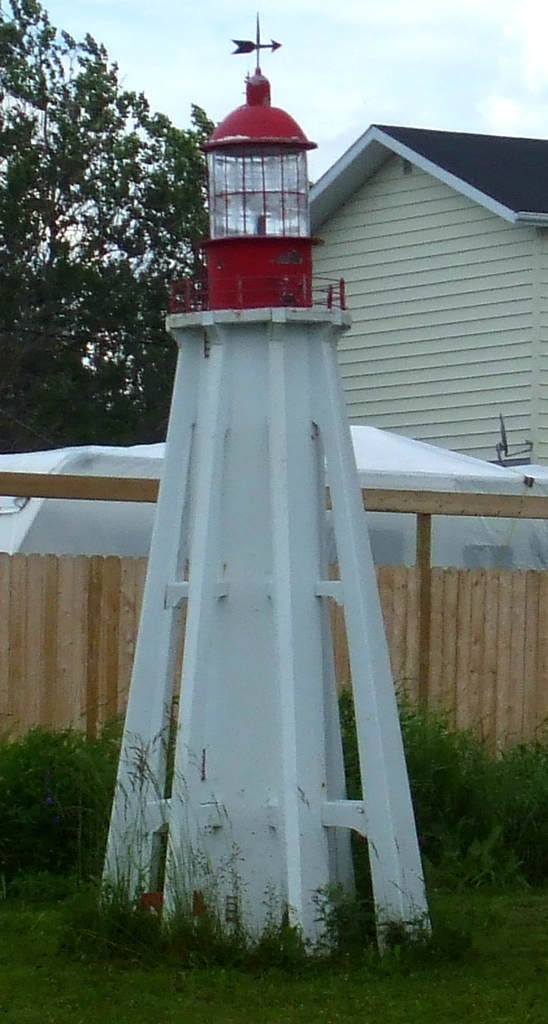
Replica del Phare de Pointe-au-Père, Québec, Canada

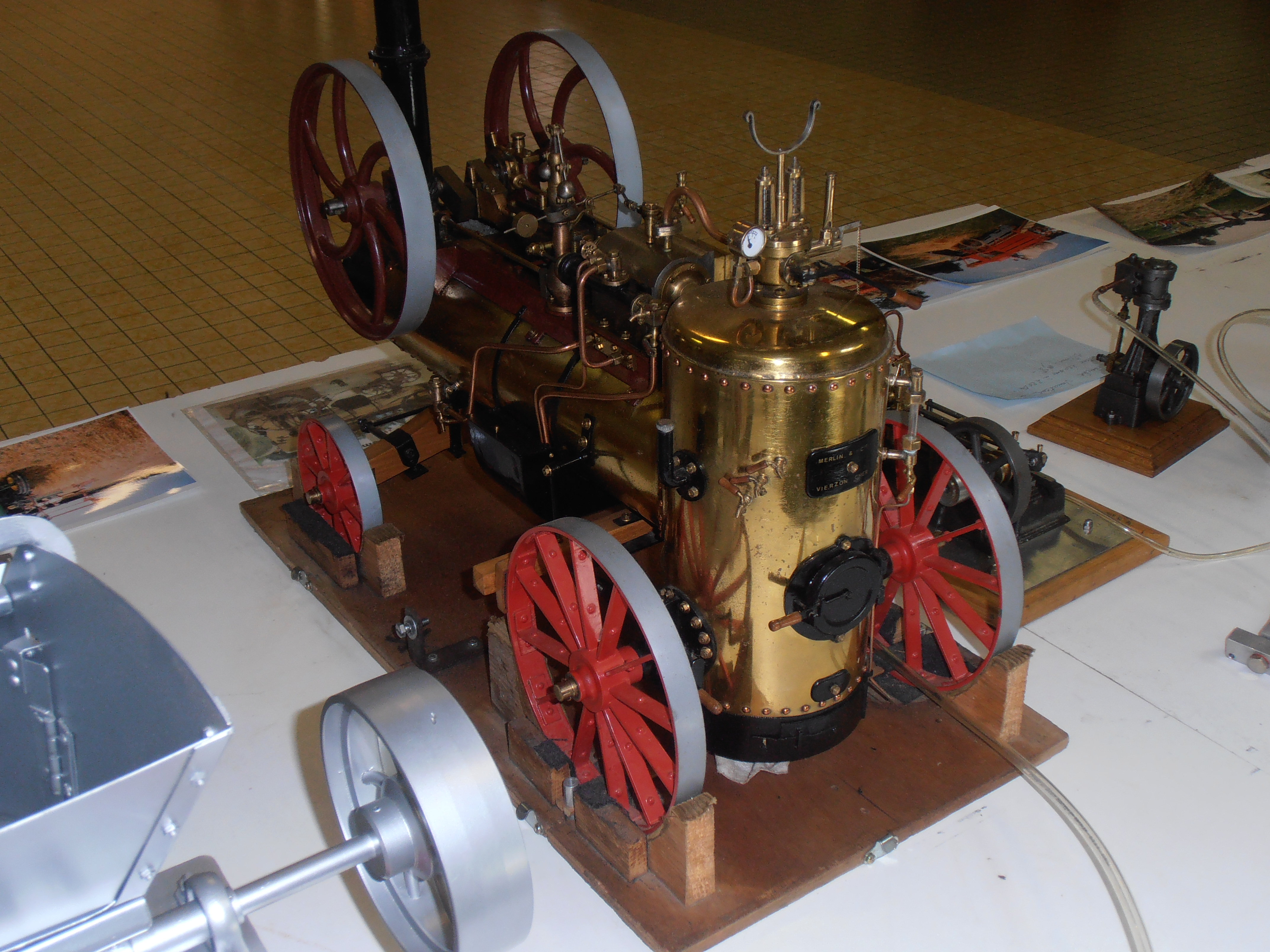
Modello di macchina agricola

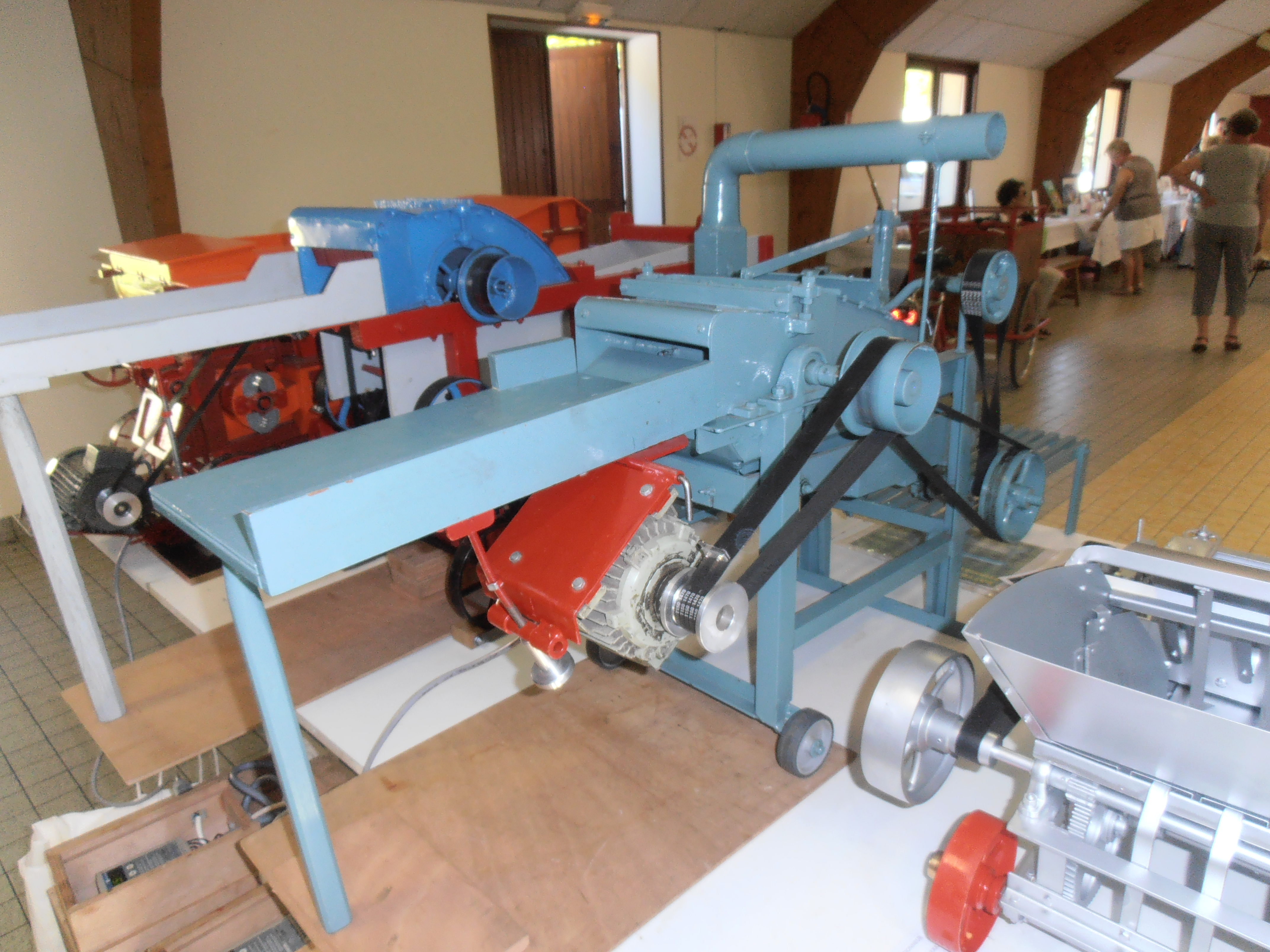
Esposizione

Un modello in scala o maquette (dalla lingua francese), anche modello di forma, è la rappresentazione tridimensionale, o bidimensionale, in scala o a grandezza naturale, della forma esteriore di un oggetto, realizzata allo scopo di valutarne meglio le caratteristiche estetiche o funzionali, o per hobby come nel modellismo.

## Storia
L'utilizzo di modelli in scala ha origini antiche, dai cretesi, egiziani e attraversa tutte le epoche: sono pervenuti a noi modelli architettonici e militari.

## Rappresentazione

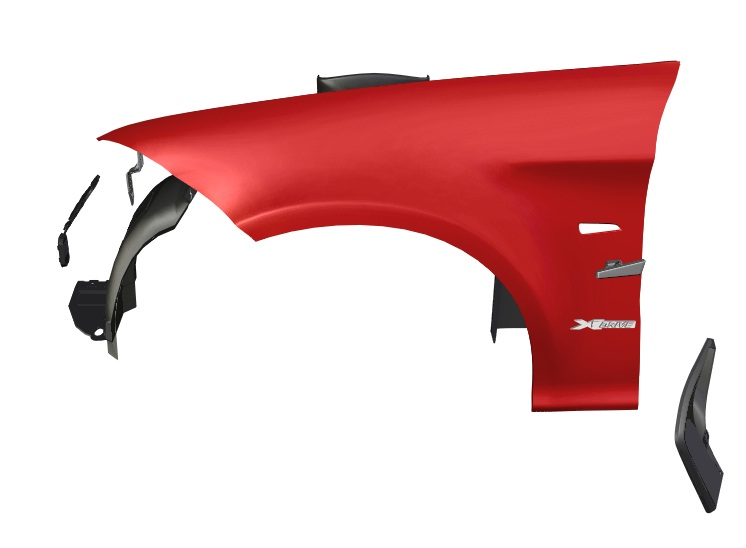
Maquette 3D CAD di un particolare BMW

Il modello in scala fisico o virtuale (numerico), serve per la comunicazione di un progetto, di una idea.
- La rappresentazione reale in scala 1:1 o ridotta. Il più "grande" modello ridotto è quello del sistema solare.
- La rappresentazione virtuale, o numerica: bidimensionale o tridimensionale con l'ausilio di un computer come nei progetti CAD, CAE.

## In architettura

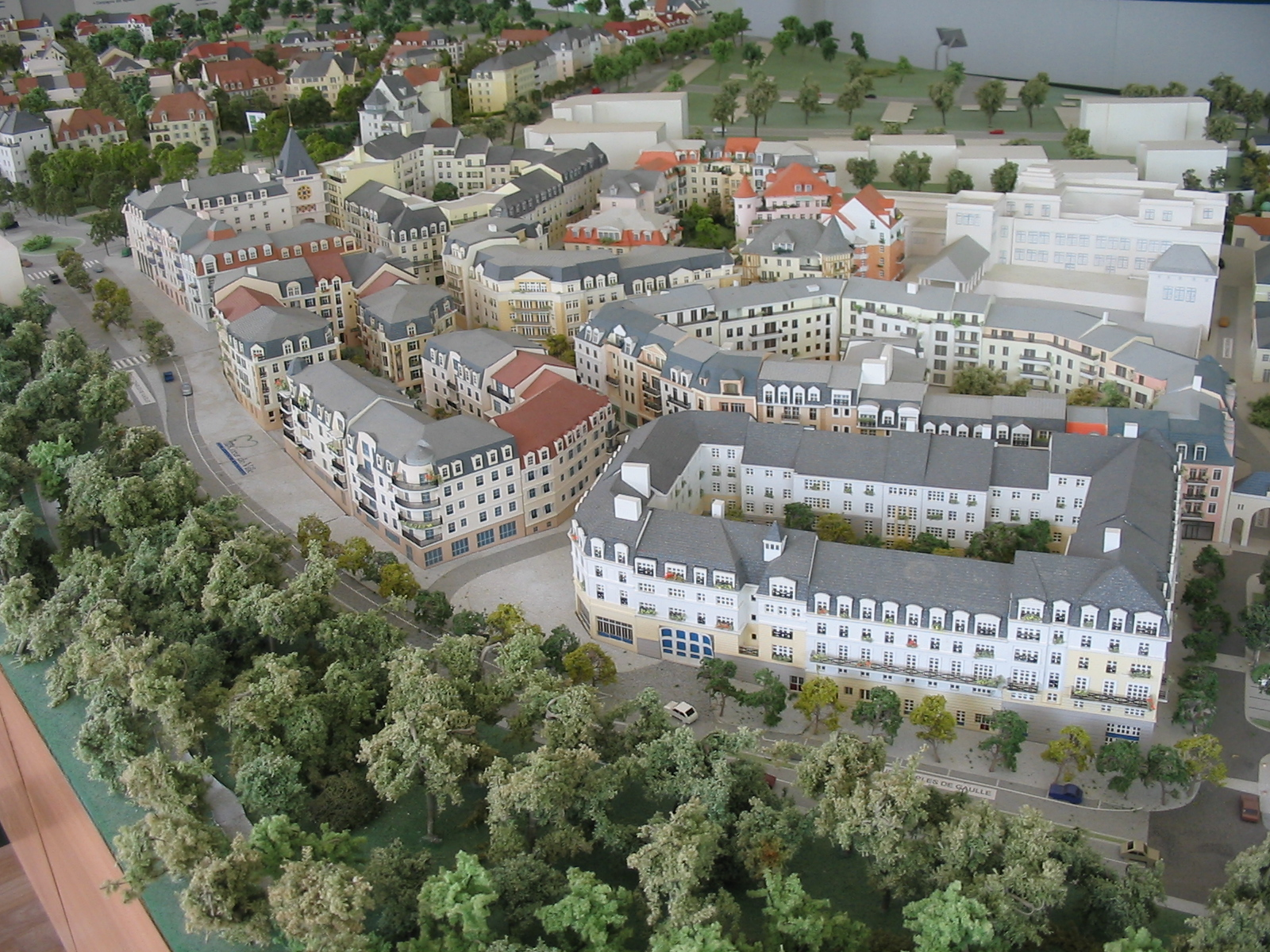
Studio architettonico urbanistico Le Plessis-Robinson

Vitruvio considerava il modello in scala come una abilità manuale.
Filippo Brunelleschi (1377-1446), difese il suo progetto davanti a una giuria di militari nel 1435 per la città di Firenze con un modello in scala..

## Modelli pedagogici

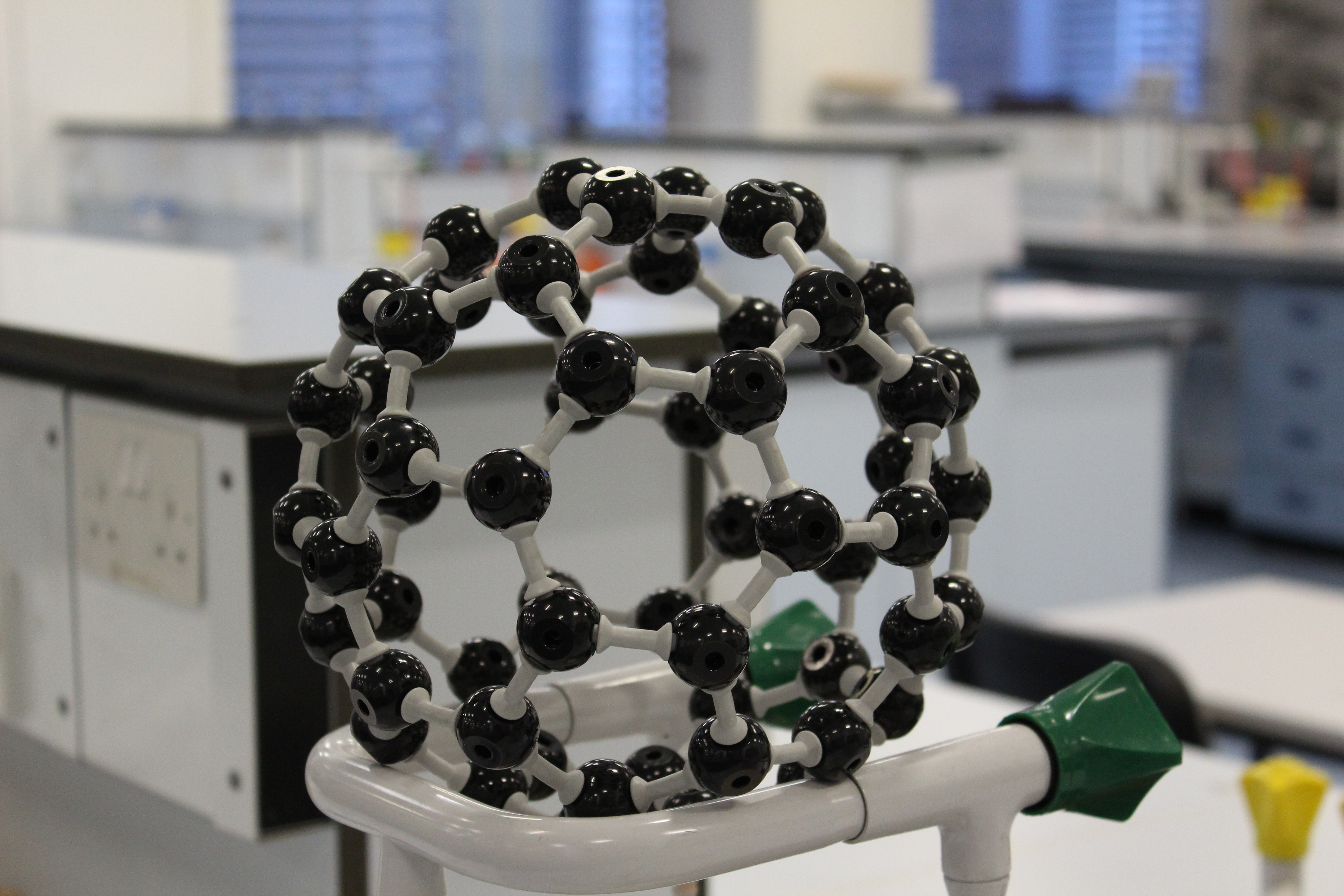
Modello tridimensionale di molecola Buckminsterfullerene.

Il modello in scala pedagogico è ad esempio un diorama o una rappresentazione fisica di una realtà rappresentata in scala ridotta o maggiorata come nel caso di molecole chimiche.

## Idraulica
In idraulica, i modelli in scala ridotti servono per lo studio della meccanica dei fluidi, nelle progettazioni di dighe o altro. Un utilizzo è la similitudine di numero di Froude.

## Industria
In ambito industriale può avere dimensione reale in scala 1:1 o ridotta o maggiorata, per un prodotto di design da commercializzare.

### In ambito automobilistico

La maquette in gesso della Fiat Nuova 500.

Il termine maquette è mutuato dalla lingua francese ed è utilizzato in Italia soprattutto nel campo del design industriale automobilistico e motociclistico. In questo comparto le maquette assumono diverse e importanti funzioni che vanno dal valutare l'equilibrio di volumi del veicolo, al prevederne l'impatto estetico, al calcolarne le proprietà aerodinamiche. Nel settore dei veicoli a motore (automobili, motocicli, aerei, treni, etc.) la maquette viene anche detta modello statico.
Nella prima metà del XX secolo le maquette automobilistiche venivano realizzate in scala 1:10 rispetto al modello reale, utilizzando plastilina, gesso o legno. Il primo a utilizzare questa tecnica fu il designer e scultore Flaminio Bertoni che nel 1932 eseguì la maquette della Citroën Traction Avant.
Nei decenni successivi la maquette in scala venne abbandonata e sostituita con quella a dimensione reale che facilita la costruzione delle dime in legno per i carrozzieri e può essere posta nella galleria del vento per calcolarne il coefficiente di resistenza aerodinamica e apportare le necessarie correzioni.
Alcune maquette, accuratamente rifinite e accessoriate, tanto da apparire come veicoli reali, vengono approntate allo scopo di essere esposte nei vari saloni internazionali.
Contrariamente a quanto avviene in campo automobilistico, dove le maquette surrogano le carrozzerie, in quello motociclistico vengono impiegate per riprodurre le sole motorizzazioni, essendo meno costoso realizzare un telaio vero che riprodurlo in scultura.

### Navale
Modelli in scala vengono usati per lo studio dinamico delle imbarcazioni.

### In ambito grafico
Nel campo dell'editoria, della tipografia e nella pubblicità, la maquette è usata per lo studio preliminare.

## Modellismo
In ambito ludico ricreativo il modello in scala viene realizzato con diverse tecniche per creare modelli statici o dinamici.
Nel modellismo statico la scala è generalmente ridotta come la 1:72, la 1:48 e la 1:32.
Nel modellismo navale statico ad esempio si ha la scala 1:144 molto diffusa.
Nel modellismo ferroviario vi sono ricostruzioni con plastici e materiale rotabile in diverse scale.